# Точка, Алексей Тимофеевич
Алексей Тимофеевич Точка — советский хозяйственный, государственный и политический деятель, Герой Социалистического Труда.

## Биография
Родился в 1915 году в селе Яшалте. Член КПСС с 1939 года.
С 1931 года — на хозяйственной, общественной и политической работе. В 1931—1982 гг. — секретарь комсомольской организации колхоза имени Коминтерна Яшалтинского улуса, инструктор в Калмыцком обкоме комсомола, затем КПСС, секретарь Сарпинского улуса Калмыцкой АССР, секретарь Перелазовского райкома партии Сталинградской области, первый секретарь Хопёрского райкома партии, первый секретарь Самойловского райкома партии, первый секретарь Балашовского райкома КПСС.
Указом Президиума Верховного Совета СССР от 7 декабря 1973 года удостоен звания Героя Социалистического Труда за «большие успехи, достигнутые во Всесоюзном социалистическом соревновании, и порявленную трудовую доблесть в выполнении принятых обязательств по увеличению производства и продажи государству продуктов зерна и других продуктов земледелия в 1973 году» с вручением ордена Ленина и золотой медали «Серп и Молот» (№ 18453).
Делегат XXII и XXIII съездов КПСС.
Умер в Балашове в 1982 году.
Память
- В марте 2023 года был установлен барельеф на Аллее Героев в Элисте[1].